# سنگ مصنوعی

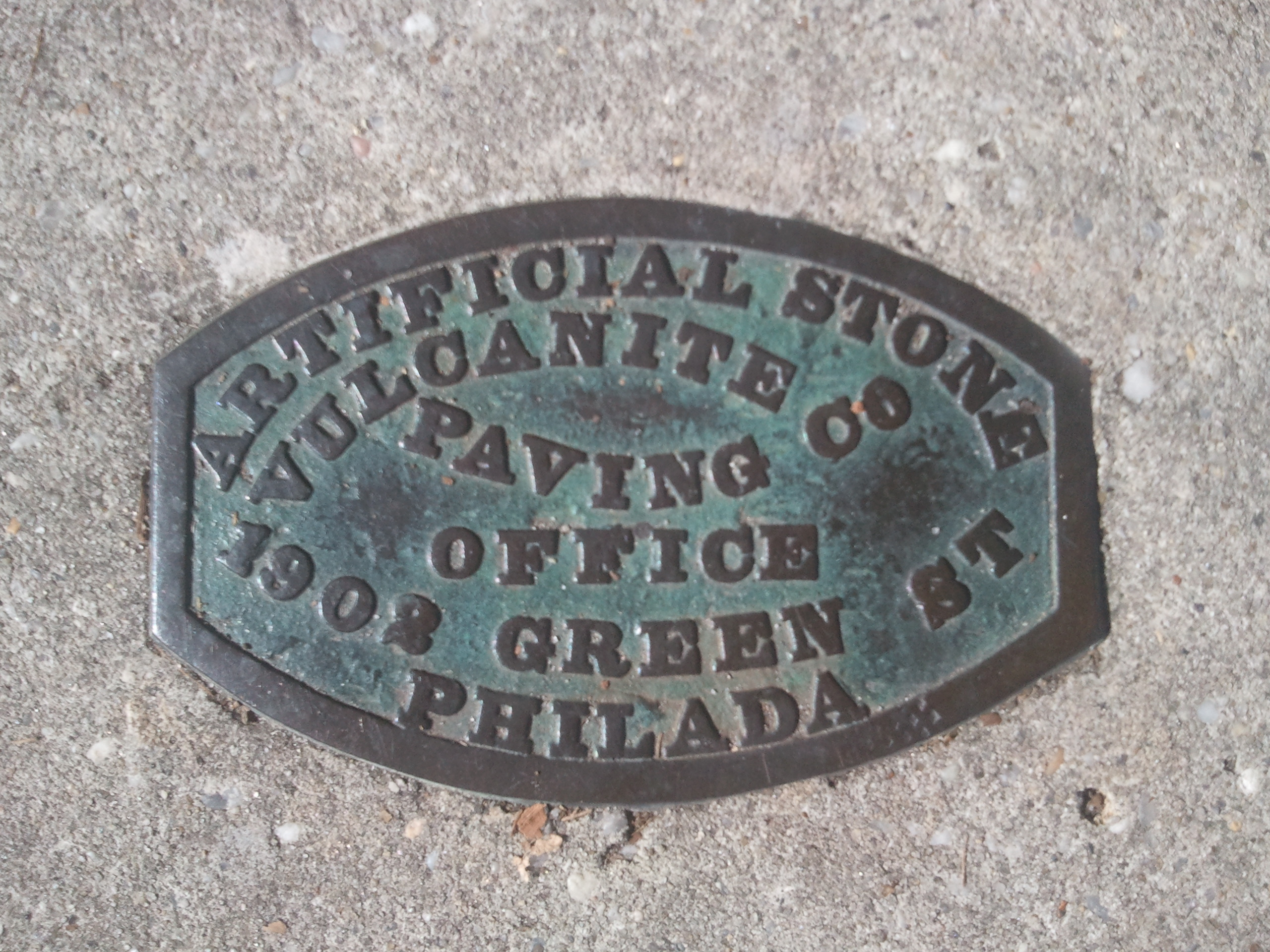

سنگ مصنوعی (به انگلیسی: Artificial stone) از ترکیب مجدد سنگ‌های طبیعی با مواد افزودنی دیگر همچون سیمان و افزودنی‌های پلیمری به دست می‌آیند که به آن‌ها وزن کمتری داده و در نتیجه نصب آن‌ها سریعتر می‌شود.
برای اینکه بدانیم سنگ‌های سمنت پلاست از چه ساخته شده‌اند به اختصار می‌توان گفت که این سنگ‌ها از ترکیب سیمان، آگرگات‌ سنگ‌های طبیعی و خاک سبک وزن ساخته می‌شوند.
مواد بکار رفته در این سنگ‌ها تماماً کیفیتی بر ملاحظات محیطی و انسانی دارند. رنگ‌دانه‌های اکسید آهن، رنگ مورد نظر را به این سنگ‌ها می‌دهند. ترکیبی که از این راه به‌دست می‌آید در قالب هائی ریخته می‌شود که دارای نقش و نگارهای سنگ طبیعی می‌باشند و به این سنگ‌ها، سیمایی کاملاً طبیعی می‌دهد. از نظر قیمت، سنگ‌های مصنوعی به مراتب قیمتی کمتر از سنگ‌های طبیعی دارند.
شکل اولیهٔ سنگ مصنوعی اولین بار توسط فردریک رَنسام (Frederick Ransome)‏ (۱۸۱۸–۱۸۹۲)، مخترع و صنعتگر بریتانیایی، ساخته شد. فناوری تولید سنگ مصنوعی به شیوهٔ نوین، از سال ۱۹۶۰ در ایتالیا پدید آمد و در همان دهه اولین کارخانهٔ تولید سنگ مصنوعی در این کشور شروع به فعالیت کرد. ایده پدید آمدن سنگ مصنوعی از آنجا شکل گرفت که طراحان و آرشیتکت‌ها به منظور هر چه زیباتر کردن و چشم‌نوازتر کردن فضاها اعم از فضاهای درونی و بیرونی ساختمان‌ها و کف‌پوش‌ها و محوطه‌سازی‌های بیرونی نیاز به سنگهایی با فاکتورهای مورد نظر خویش را احساس می‌نمودند به‌علاوه پیشرفت صنعت ساختمان و سلیقه‌های مختلف این نیاز را بیان می‌کرد که سنگ‌هایی با طرح‌های مختلف و فاکتورهای فیزیکی و مکانیکی کیفیت بالا و قیمت مناسب باید در دسترس اشد. بدین ترتیب با رشد جمیعت جهان و متفاوت شدن سلیقه‌ها سنگ‌های طبیعی پاسخگوی این نیاز انسانی و سلیقه‌ای نبودند؛ لذا ترکیبات مواد برای ساخت سیمای جدید با زیبایی خاص و نمای یکدست و بدون تغییر در رنگ و طرح به کار گرفته شد. گر چه مواد اولیه تولید سنگهای مصنوعی از اجزاء سنگهای طبیعی تهیه می‌شود ولی امکان تعیین رنگ و طرح مورد نظر با افزودن رنگدانه‌ها و به کار بردن جنس‌های مختلف در سنگهای مصنوعی وجود دارد. امکان به کارگیری اجزاء مختلف از جمله قطعات فلزی، دانه‌های فسیلی، قطعات سنگهای قیمتی در ساختار سنگ مصنوعی سبب هر چه زیباتر شدن و منحصر به فرد شدن طرح‌ها و مدل‌های سنگ مصنوعی می‌باشد. همچنین سطوح مختلفی برای سنگ‌های مصنوعی می‌توان ایجاد نمود.

## کاربرد سنگ‌های مصنوعی
از سنگ مصنوعی می‌توان با توجه به طرح ساخته شده در بخش‌های مختلف ساختمان و محوطه سازی استفاده نمود. از جمله مهم‌ترین کاربرد این نوع سنگ‌ها می‌توان به نمای داخلی و خارجی ساختمان، کف پوش و سنگ فرش، پله و تزیین ویلا و باغچه اشاره نمود.
همچنین از سنگ مصنوعی برای ساخت اکسسوری و دکوری های منزل استفاده میشود که در چند سال گذشته به اوج محبوبیت خود رسیده است 

## سنگ مصنوعی نما
مزایای سنگ مصنوعی نما نسبت به سنگ طبیعی در نمای ساختمان عبارت اند از:
- مقاومت بالاتر نسبت به سنگ طبیعی در یخبندان و هوای سرد و طوفانی
- مقاومت در برابر اشعه UV خورشید
- تنوع طرح و رنگ بالاتر نسبت به سنگ طبیعی
- چسبندگی بیشتر به ملات به دلیل جذب آب از بخش پشتی سنگ مصنوعی نما